# Glanda lui Skene
Glandele lui Skene (Glandele vestibulare mici, Glandele parauretrale) sunt amplasate în partea anterioară a vulvei, în jurul uretrei. Petru prima dată, glandele parauretrale au fost descrise de către ginecologul american de origine germană Alexander Skene în 1880.

## Structură
Glandele lui Skene reprezintă organe duble, au forma unor tuburi subțiri și ramificate, adiacente porțiunii inferioare ale uretrei. Lungimea tuburilor ramificate poate măsura peste 4 cm. Din punct de vedere histologic, pereții tuburilor sunt alcătuiți dintr-un strat de celule epiteliale columnare și un strat de celule secretorii cilindrice prevăzute cu microvili. Canalele de excreție ale glandelor, aproximativ, sunt paralele și însoțesc uretra pe o distanță de 1,5 cm. Orificiile canalelor glandelor Skene sunt amplasate pe părțile laterale față de meatului urinar.

## Funcție
Secreția glandelor lui Skene, în combinație cu cea a glandelor sebacee și descuamația epitelială ale mucoasei labiilor, produce o substanță cu aspect alb-lăptos, numită smegmă. Unii ginecologi sunt de părerea că fluidul elaborat de aceste glande menține nivelul potrivit al umidității orificiului uretral și poate avea proprietăți antimicrobiene care protejează tractul urinar de infecții.
Totuși, rolul glandelor este disputat, în special, importanța lor în viața sexuală a femeii. Unii medici afirmă că lichidul eliminat de unele femei în timpul orgasmului („ejacularea feminină”) provine din aceste glande. Datorită amplasării sale în apropierea peretelui anterior al vaginului se presupune existența unei legături între glandele Skene și sursa orgasmul în punctul G.

## Omologie
Structura microscopică și conținutul substanței secretate prezintă afinități cu prostata masculină. 